# 何鏜
何鏜（1518年—1585年），字鳴儀，一字振卿，號濱巖、賓巖，浙江處州衛軍籍順天府宛平縣人，明朝政治人物。

## 生平
嘉靖十三年（1534年）甲午科浙江鄉試第八十六名舉人。嘉靖二十六年（1547年）中式丁未科會試第三名，登第二甲第七十一名進士。刑部觀政，出使岭南，因讽谕上司，被谪授为江西乐平县丞，升进贤知县，升開封府同知、刑部员外郎、郎中，历官潮州府知府、江西提学副使、云南右参政，称病乞归养。穆宗時起升廣東按察使，以母老辞不赴。神宗初多次得到举荐，皆推辞。卒年六十八。

## 著作
著有《髙竒往事》十卷、《中州人物志》十二卷、《修攘通考》、《游名山记》十七卷、《醒心六集》、《括苍彚纪》十五卷。

## 家族
曾祖何孟曇；祖父何允恭；父何珙，母章氏。重庆下。兄鈁、鏻、鏊。弟鑰、鋹、鑌、鎬、鋌、铣、键。子應乾、應春、應文。